# Athyrma saalmulleri
Athyrma saalmulleri là một loài bướm đêm trong họ Erebidae.